# Expeditie Robinson 2001
Expeditie Robinson 2001 (en castellano, Expedición Robinson) fue un reality show de supervivencia extrema, esta es la 2.da temporada del reality show belga-holandés Expeditie Robinson, transmitido por NET 5 y VT4. Fue conducido por Ernst-Paul Hasselbach y Desiré Naessens, se estrenó el 22 de septiembre de 2001 y finalizó el 25 de diciembre de 2001. Esta temporada fue grabado en Malasia, específicamente en el estado de Johor y contó con 16 participantes. El belga Richard Mackowiak es quien ganó esta temporada.
Esta segunda temporada contó con 16 participantes divididos en 2 tribus; la primera es la tribu Simbang representada por el color verde y la segunda es Lima representada por el color amarillo. Esta temporada duró 46 días.

## Equipo del Programa
- Presentadores: 
  - Ernst-Paul Hasselbach, lidera las competencias por equipos.
  - Desiré Naessens, lidera los consejos de eliminación.

## Participantes
| Participante                            | Edad | Tribu Original | Tribu Mezclada                            | Tribu Definitiva                          | Resultado Final                            | Estadía |
| --------------------------------------- | ---- | -------------- | ----------------------------------------- | ----------------------------------------- | ------------------------------------------ | ------- |
| Richard Mackowiak Exminero.             | 44   | Simbang        | Simbang                                   | Periuk                                    | Ganador de Expeditie Robinson 2001         | 46 días |
| Pascale Mertens Secretaria y ejecutiva. | 28   | Simbang        | Simbang                                   | Periuk                                    | 2.° lugar de Expeditie Robinson 2001       | 46 días |
| Pieter d'Hane Gerente de cuentas.       | 35   | Lima           | Lima                                      | Periuk                                    | 14.to Eliminado de Expeditie Robinson 2001 | 46 días |
| Melanie Drent Estudiante.               | 21   | Simbang        | Simbang                                   | Periuk                                    | 13.ra Eliminada de Expeditie Robinson 2001 | 42 días |
| Koenraad Schwagten Pediatra.            | 44   | Lima           | Simbang                                   | Periuk                                    | 12.do Eliminado de Expeditie Robinson 2001 | 38 días |
| Jennifer Smit Emprendedora.             | 42   | Simbang        | Simbang                                   | Periuk                                    | 11.ra Eliminada de Expeditie Robinson 2001 | 29 días |
| Gerrit Berghe Empresario.               | 37   | Lima           | Lima                                      | Periuk                                    | 10.mo Eliminado de Expeditie Robinson 2001 | 27 días |
| Nathalie Nisen Mensajera.               | 37   | Lima           | Lima                                      | Periuk                                    | 9.na Eliminada de Expeditie Robinson 2001  | 24 días |
| Martijn Diender Fisioterapeuta.         | 24   | Lima           | Lima                                      | Periuk                                    | 8.vo Eliminado de Expeditie Robinson 2001  | 21 días |
| Christine Colaris Oficial de policía.   | 36   | Lima           | Lima                                      |                                           | 7.ma Eliminada de Expeditie Robinson 2001  | 18 días |
| Jasha Wel Estudiante de psicología.     | 23   | Lima           | Lima                                      | Abandona Voluntariamente                  | 17 días                                    |         |
| Jan Hoof Artista.                       | 25   | Simbang        | Simbang                                   | 5.to Eliminado de Expeditie Robinson 2001 | 15 días                                    |         |
| Gwann Elzen Campeón de taekwondo.       | 31   | Simbang        |                                           | 4.to Eliminado de Expeditie Robinson 2001 | 12 días                                    |         |
| Eric Buissink Empresario.               | 62   | Simbang        | 3.er Eliminado de Expeditie Robinson 2001 | 6 días                                    |                                            |         |
| Hilde Jacobs Panadera.                  | 36   | Simbang        | Abandona Por motivos personales           | 5 días                                    |                                            |         |
| Lobke Peers Fotógrafa.                  | 21   | Lima           | 1.ra Eliminada de Expeditie Robinson 2001 | 3 días                                    |                                            |         |

## Desarrollo

### Competencias
| Episodio | Emisión                  | Inmunidad         | Eliminado | Salida |
| -------- | ------------------------ | ----------------- | --------- | ------ |
| 1        | 21 de septiembre de 2001 | Simbang           | Lobke     | Día 3  |
| 2        | 29 de septiembre de 2001 | Lima              | Eric      | Día 6  |
| 3        | 6 de octubre de 2001     | Simbang           | Koenraad  | Día 9  |
| 4        | 13 de octubre de 2001    | Lima              | Gwann     | Día 12 |
| 5        | 20 de octubre de 2001    | Lima              | Jan       | Día 15 |
| 6        | 27 de octubre de 2001    | Simbang           | Christine | Día 18 |
| 7        | 3 de noviembre de 2001   | Nathalie          | Martijn   | Día 21 |
| 8        | 10 de noviembre de 2001  | Pascale           | Nathalie  | Día 24 |
| 9        | 17 de noviembre de 2001  | Pieter            | Gerrit    | Día 27 |
| 10       | 24 de noviembre de 2001  | Pascale           | Jennifer  | Día 29 |
| 11       | 8 de diciembre de 2001   | Melanie           | Koenraad  | Día 38 |
| 12       | 15 de diciembre de 2001  | Pieter            | Melanie   | Día 42 |
| 13       | 25 de diciembre de 2001  | Pascale / Richard | Pieter    | Día 46 |
| Episodio | Emisión                  | Consejo final     | Ganador   | Salida |
| 13       | 25 de diciembre de 2001  | Pascale / Richard | Richard   | Día 46 |

### Jurado Final
| Participante | Puesto     | Vota por |
| ------------ | ---------- | -------- |
| Martijn      | 1° Miembro | Richard  |
| Nathalie     | 2° Miembro | Richard  |
| Gerrit       | 3° Miembro | Richard  |
| Jennifer     | 4° Miembro | Richard  |
| Koenraad     | 5° Miembro | Richard  |
| Melanie      | 6° Miembro | Richard  |
| Pieter       | 7° Miembro | Richard  |

## Estadísticas Semanales
| Participante | Episodio  | Episodio  | Episodio  | Episodio  | Episodio  | Episodio  | Episodio     | Episodio     | Episodio     | Episodio     | Episodio     | Episodio     | Episodio     |
| Participante | Equipos   | Equipos   | Equipos   | Equipos   | Equipos   | Equipos   | Individuales | Individuales | Individuales | Individuales | Individuales | Individuales | Individuales |
| Participante | 1         | 2         | 3         | 4         | 5         | 6         | 7            | 8            | 9            | 10           | 11           | 12           | 13           |
| ------------ | --------- | --------- | --------- | --------- | --------- | --------- | ------------ | ------------ | ------------ | ------------ | ------------ | ------------ | ------------ |
| Richard      | Gana      | Salvado   | Gana      | Salvado   | Salvado   | Gana      | Salvado      | Salvado      | Salvado      | Salvado      | Salvado      | Salvado      | Ganador      |
| Pascale      | Gana      | Salvada   | Gana      | Salvada   | Salvada   | Gana      | Salvada      | Inmune       | Salvada      | Inmune       | Salvada      | Salvada      | 2.º Lugar    |
| Pieter       | Salvado   | Gana      | Salvado   | Gana      | Gana      | Salvado   | Salvado      | Salvado      | Inmune       | Salvado      | Salvado      | Inmune       | Eliminado    |
| Melanie      | Gana      | Salvada   | Gana      | Salvada   | Salvada   | Gana      | Salvada      | Salvada      | Salvada      | Salvada      | Inmune       | Eliminada    |              |
| Koenraad     | Salvado   | Gana      | Eliminado | Reingresa | Salvado   | Gana      | Salvado      | Salvado      | Salvado      | Salvado      | Eliminado    |              |              |
| Jennifer     | Gana      | Salvada   | Gana      | Salvada   | Salvada   | Gana      | Salvada      | Salvada      | Salvada      | Eliminada    |              |              |              |
| Gerrit       | Salvado   | Gana      | Salvado   | Gana      | Gana      | Salvado   | Salvado      | Salvado      | Eliminado    |              |              |              |              |
| Nathalie     | Salvada   | Gana      | Salvada   | Gana      | Gana      | Salvada   | Inmune       | Eliminada    |              |              |              |              |              |
| Martijn      | Salvado   | Gana      | Salvado   | Gana      | Gana      | Salvado   | Eliminado    |              |              |              |              |              |              |
| Christine    | Salvada   | Gana      | Salvada   | Gana      | Gana      | Eliminada |              |              |              |              |              |              |              |
| Jasha        | Salvada   | Gana      | Salvada   | Gana      | Gana      | Abandona  |              |              |              |              |              |              |              |
| Jan          | Gana      | Salvado   | Gana      | Salvado   | Eliminado |           |              |              |              |              |              |              |              |
| Gwann        | Gana      | Salvado   | Gana      | Eliminado |           |           |              |              |              |              |              |              |              |
| Eric         | Gana      | Eliminado |           |           |           |           |              |              |              |              |              |              |              |
| Hilde        | Salvada   | Abandona  |           |           |           |           |              |              |              |              |              |              |              |
| Lobke        | Eliminada |           |           |           |           |           |              |              |              |              |              |              |              |

Competencia en equipos (Días 1-20)
     El participante gana junto a su equipo y continua en competencia.
     El participante pierde junto a su equipo pero no es eliminado.
     El participante pierde junto a su equipo y posteriormente es eliminado.
     El participante es eliminado, pero vuelve a ingresar.
     El participante abandona la competencia.
Competencia individual (Días 21-46)
     Ganadora de Expeditie Robinson 2001.
     2°.Lugar de Expeditie Robinson 2001.
     El participante gana la competencia y queda inmune.
     El participante pierde la competencia, pero no es eliminado.
     El participante es eliminado de la competencia.